# Hamburg School of Ideas
Der Hamburg School of Ideas e. V. ist ein gemeinnütziger Verein, der eine private Schule für Werbetexter und Konzeptioner im Hamburger Stadtteil Hammerbrook betreibt. Die Schule wurde 1998 als Texterschmiede Hamburg e. V. gegründet und war nach eigenen Angaben die erste Schule ihrer Art im deutschsprachigen Raum. Seit dem 1. Oktober 2018 heißt sie Hamburg School of Ideas. Neben der Miami Ad School ist sie eine der wenigen Einrichtungen in Deutschland, die eine praxisorientierte Ausbildung zum Werbetexter anbieten. Das in der Öffentlichkeit bekannteste Projekt der Texterschmiede war der Image-Spot zur Fußball-Weltmeisterschaft der Frauen 2011.
Darüber hinaus bildet die Hamburg School of Ideas ebenfalls Weiterbildungsformate an.

## Ausbildung

### Aufnahme
Bewerben kann sich jeder, der seine Kreativität oder sein Schreibtalent zum Beruf machen will.
Über die Zulassung entscheidet ein dreistufiges Aufnahmeverfahren. Der erste Teil ist ein 5-Minuten-Kreativcheck, der ganz schnell aufzeigt, ob das die richtige Ausbildung ist. Wer den Check ausfüllt, bekommt einen Aufnahmetest mit 5 Praxisaufgaben zugeschickt, die kreative Lösungen erfordern. Diese Aufgaben werden bewertet und es folgt ein persönliches Gespräch über eine Videokonferenz oder vor Ort. Die persönlichen Gespräche finden in der heißen Bewerbungsphase zwischen Januar und Juli monatlich statt.

### Ablauf
Die duale kreative Ausbildung dauert ein Jahr und beginnt jeweils im Oktober. Tagsüber arbeiten die Schülerinnen und Schüler in einer Agentur. Abends folgt der Unterricht.
Der Unterricht findet sowohl vor Ort als auch Online statt. Schülerinnen und Schüler aus Hamburg sind in der Schule, die anderen werden im virtuellen Klassenzimmer der Schule online dazu geschaltet (hybrider Unterricht).
In der einjährigen Ausbildungszeit werden zwei halbjährige Vollzeit-Praktika in jeweils einer der Förderagenturen der Hamburg School of Ideas absolviert. Die Auswahl und Zuteilung der Praktika erfolgt durch die Hamburg School of Ideas. Die Schülerinnen und Schüler erhalten den abendlichen Unterricht von über 150 Dozentinnen und Dozenten aus den Förderagenturen und deren Umfeld. Das sind die besten Kommunikations-Kreativen des Landes.
Es werden mehrere Hausarbeiten und eine Abschluss-Klausur geschrieben. Bei erfolgreichem Abschluss wird ein Zertifikat verliehen. Jede Absolventin und jeder Absolvent erhält zudem einen Hammer, ein in der Branche bekanntes Symbol der Schule.
Der Unterricht wird auf den fünf Modulen Basiswissen, Texthandwerk, Strategie, Idee und Konzeption sowie Audiovisuelle Medien aufgebaut.
Berufsspezifika wie Künstliche Intelligenz, Media-Planung, Film- und Radio-Produktion oder Urheberrecht werden ebenfalls behandelt. Der Unterricht findet teilweise öffentlich statt. Das heißt dann Public Lecture.

### Berufsbild
Die Abgängerinnen und Abgänger werden in den meisten Fällen von den Förderagenturen oder anderen Agenturen übernommen. Die gängigsten Berufe sind Texter (Werbetexter), Konzeptioner (Konzepter), Strategic Planner, Content Creator und Social Media Konzeptioner. Manche Alumni werden auch Regisseur, Drehbuchautor, Schriftsteller oder gehen auf Unternehmensseite ins Marketing.
Seit ihrer Gründung hat die Schule über 1000 Nachwuchskreative in die Branche geführt und ihre Schülerinnen und Schüler haben über 1000 Kreativauszeichnungen (z. B. Cannes Lions Cannes Lions International Festival of Creativity) gewonnen.
Die Ausbildung wird durch BaFög Bundesausbildungsförderungsgesetz unterstützt.

## Weiterbildung
Die Weiterbildungen der Hamburg School of Ideas machen mit offenen Seminaren, berufsbegleitenden Kursen, Inhouseangeboten sowie (Einzel-)Coachings die Qualität der Hamburg School of Ideas auch für Selbständige, Fach- und Führungskräfte oder ganze Abteilungen aus Agenturen und Unternehmen zugänglich.
Hochrangige Referenten und Kreative aus der Kommunikationsbranche geben ihr Wissen in den Intensivseminaren und Workshops an die Teilnehmer weiter. Die Kurse sowohl Online als auch vor Ort statt. Oder werden für Unternehmen in deren Räumen abgehalten.
Zu den Workshops gehören u. a. Texthandwerk (Werbetexter), Künstliche Intelligenz zum Texten (ChatGPT) oder zur Bilderstellung (Midjourney), Drehbuch- und Filmmanuskript-Erstellung (Drehbuch), Content Marketing, Design Thinking, (Digitales) Storytelling, Texten, Ideenfindung und Strategie (Markenstrategie).

## Organisation
Die Hamburg School of Ideas ist ein eingetragener Verein und eine Non-Profit-Organisation.
Die Schule arbeitet nach dem partizipativen Prinzip. Agenturen gründen eine Schule, um ihren eigenen Nachwuchs auszubilden.
Die Vorstände der Schule sind Matthias Berg und Stefan Zschaler. Daneben sind verschiedene Agenturen in Gremien vertreten oder Mitarbeiter der Agenturen sind persönlich Vereinsmitglieder.
Die Finanzierung der Hamburg School of Ideas gestaltet sich über die jährlichen Förderbeiträge der beteiligten Agenturen sowie verschiedener Branchenverbände und weiterer Unternehmen und Einrichtungen.
Die Ausbildung kostet die Schülerinnen und Schüler 450 Euro monatlich (Stand: 2023).
Zu den über 40 Förderagenturen zählen Firmen wie zum Beispiel Jung von Matt, DDB, Scholz & Friends, Serviceplan, Fischer-Appelt.
Partner sind unter anderem der Art Directors Club Deutschland, der Bundesverband Digitale Wirtschaft, der Gesamtverband Kommunikationsagenturen und die Kulturbehörde Hamburg.

## Bekannte Schüler und Schülerinnen
- Bora Dagtekin (* 1978), Drehbuchautor[5]
- Simon Urban (* 1975), Schriftsteller[6]
- Markus Sehr (* 1977), Filmregisseur und Drehbuchautor[7]
- Michael Schäfer (* 1972), Leitung des Fachbereichs Klimaschutz und Energiepolitik beim WWF Deutschland
- Filiz Tasdan (* 1982), Stand-up-Comedian

## Publikationen
- Armin Reins (Hrsg.): Die Mörderfackel: das Lehrbuch der Texterschmiede Hamburg. Verlag Schmidt, Mainz 2002, ISBN 3-87439-607-X.